# 阎乐
閻樂（?—?），秦朝人，秦朝末年丞相趙高的女婿，生卒年不詳（卒年可能為公元前207年），曾經出任過咸陽縣縣令。

## 生平

#### 策畫望夷宮之變
在秦二世三年（西元前207年）的冬天，趙高陷害丞相李斯，讓李斯含冤被腰斬。而早在同年的夏天，秦軍將領章邯在軍事上接二連三的不斷的失利，趙高數次派人責備章邯，章邯害怕趙高會對自己不利，便派出長史司馬欣求見於趙高，想替自己求情，只不過都被趙高所拒絕。司馬欣對章邯說：「趙高用事於中，將軍有功亦誅，無功亦誅」。而楚軍將領項羽急攻秦軍，虜王離，不久章邯便被迫投降於楚。
九月，劉邦攻入武關。秦二世聞訊大驚，急召趙高入宮議事，害怕秦二世追究自己責任的趙高謊稱生病逃避上朝。秦二世此時還使人責問趙高關東「盜賊」之事，趙高因此害怕，開始與他的女婿閻樂、弟弟趙成密謀政變：「上不聽諫，今事急，欲歸禍於吾宗。吾欲易置上，更立公子嬰。子嬰仁儉，百姓皆載其言」。
整個計畫以郎中令趙成為內應，在宮內散布謠言詐稱有敵情，命令閻樂召發士卒，使得整個宮內防守出現漏洞，閻樂指使部分親兵，化裝成農民軍，將自己的母親劫持起來，暗中送到趙高家中。閻樂率領上千餘士卒攻至望夷宮殿門，捉住了衛令僕射並說道「賊人到，何不止」。衛令說：「宮衛守護甚嚴，賊怎麼敢入宮？」閻樂一刀向前殺了衛令，直搗宮中。宮中的宦官、郎官見到後紛紛避走，也有個別的宦官和士兵想上前與之對抗，結果被殺死的有幾十人。趙高派人向秦二世說：「叛賊打進宮來了」，等他登上城樓四下一望，只見「叛賊」四處亂竄。閻樂與郎中令進入二世寢宮，秦二世想召喚左右，結果僅剩一位小宦官在。秦二世責怪宦官：「你為什麼不早點告訴我？害我竟淪落到這種地步！」，宦官說：「臣子不敢說，所以才能保全。如果我早說出來，恐怕已經被殺掉了，怎麼還能活到今日？」

#### 弒殺秦二世
閻樂來到秦二世面前，一項一項清算他的罪狀：「足下驕恣，誅殺無道，天下共畔足下，足下其自為計。」這時秦二世說想見趙高一面，閻樂拒絕了他；秦二世請求閻樂能不能退位且做個郡王就好，閻樂又否決了他的請求；秦二世再更退一步說想做個萬戶列侯，閻樂仍不答應；最後秦二世絕望的乞求活路，與自己的妻孩到民間過平民百姓的安穩生活。閻樂果決地說：「臣受命於丞相，為天下誅足下，足下雖多言，臣不敢報。」秦二世意識到自己已經走到盡頭，在閻樂的逼迫下，秦二世拔劍自刎，時年24歲。
秦二世自殺後，閻樂回來報告趙高，趙高乃召集諸大臣公子，把誅殺秦二世的種種狀況向他們宣告。說：「秦故王國，始皇君天下，故稱帝。今六國復自立，秦地益小，乃以空名為帝，不可。宜為王如故，便。」子嬰於是在趙高和群臣的迎立下登基，為秦王子嬰，隨後他們用平民百姓的禮儀將秦二世埋葬在杜縣南面的宜春苑中。

## 死亡
在子嬰即位後（西元前207年），趙高讓子嬰齋戒，而後到宗廟祭拜祖先、接受秦王印璽完成登基。但子嬰齋戒到第五天時和他的兩個兒子商量說：「丞相趙高在望夷宮殺了秦二世，害怕朝廷內群臣討伐他，就假裝以大義為名立我為王。我聽說趙高和楚國有約定，要由他消滅秦國宗室然後在關中稱王。現在讓我齋戒、參拜祖廟，這是想趁我在祖廟時除掉我。我就推託說有病去不了，丞相一定親自來我這裡，當他來的時候我們就趁此機殺了他。」在多次推託之下，趙高多次派人催促子嬰前往未果，果然親自來請子嬰，趙高說：「宗廟重事，王奈何不行？」而子嬰就在齋戒的宮室裡派韓談刺殺了趙高，同時下令誅滅趙高三族在咸陽示眾，估計閻樂也在這時被處死。

## 流行文化
动画片《秦汉英雄传》（2011年）中作为重要配角出场。